# اسلام‌آباد بزه‌رود
اسلام‌آباد بزه‌رود، روستایی از توابع بخش دینور شهرستان صحنه در استان کرمانشاه ایران است.

## جمعیت
این روستا در دهستان کندوله قرار دارد و براساس سرشماری مرکز آمار ایران در سال ۱۳۸۵، جمعیت آن ۹۲ نفر (۲۴ خانوار) بوده‌است.